# 하재민

## 클럽 경력
하재민은 연세대학교 축구부에서 활약했으며, 2025년 1월 천안시티 FC에 입단하며 프로 무대에 진출했다.

## 데뷔 및 통계
2025시즌 K리그2 4월 19일 인천 유나이티드전에서 교체 투입되며 데뷔전을 치렀다.  
2025년 6월 기준, 리그 1경기에 출전하여 총 57분을 소화했다.

## 특징
186cm, 84kg의 체격을 갖춘 중앙 수비수로, 공중볼 경합과 수비 집중력이 강점이다.  
신인임에도 불구하고 안정적인 수비력을 보여주며 팀 내 입지를 다지고 있다.

## 참고 자료
- 천안시티 FC 공식 발표 – 하재민 선수 입단
- K리그 공식 경기 기록 – 2025시즌 출장 정보
- Global Sports Archive, Sofascore – 선수 프로필 및 출전 기록